# Yıldıray Baştürk
Yıldıray Baştürk (Herne, 24 de dezembro de 1978) é um ex-futebolista profissional turco, que atuava como meia.
Nascido na Alemanha, foi internacional 49 vezes pela seleção turca de futebol, representando a seleção na Copa do Mundo FIFA de 2002, onde terminou em terceiro lugar. No mesmo ano, ele também jogou pelo Bayer 04 Leverkusen na final da Liga dos Campeões da UEFA de 2002. Baştürk também jogou pelo Wattenscheid 09, VfL Bochum, Hertha BSC, VfB Stuttgart e pelo clube inglês Blackburn Rovers.

## Carreira
Basturk veio da expressiva colônia turca na Alemanha, assim como alguns de seus colegas na Copa do Mundo de 2002, como Ümit Davala e İlhan Mansız.[carece de fontes?]
Ao contrário deles, entretanto, nunca chegou nem mesmo a jogar em clubes da Turquia. Mais conhecido pelo sobrenome, ao contrário da maioria de seus compatriotas. Ele integrou a Seleção Turca de Futebol na Copa das Confederações de 2003.[carece de fontes?]

### Primeiros anos, Bochum e Bayer
Filho de um minerador, Baştürk começou sua carreira no futebol no Sportfreunde Wanne-Eickel. Quando adolescente, Baştürk jogou pelo SG Wattenscheid 09 e a sua estreia na Bundesliga veio com o rival da cidade, o VfL Bochum, por quem chegou a jogar na Taça UEFA. Após a transferência de 2001 para o Bayer 04 Leverkusen, Baştürk fez parte de uma equipe que terminou em segundo lugar na liga, na DFB-Pokal e na final da UEFA Champions League de 2002 na temporada 2001-02. Devido ao seu papel no sucesso da Bayer e no terceiro lugar da Turquia na Copa do Mundo FIFA de 2002, Baştürk terminou em nono na votação para a Bola de Ouro de 2002.[carece de fontes?]

### Hertha e Stuttgart
Em julho de 2004 foi transferido para o Hertha BSC, onde permaneceu até 2007, quando seu contrato expirou. Baştürk concordou em se juntar ao campeão alemão VfB Stuttgart por transferência do Bosman em 28 de maio de 2007 para o início da temporada 2007-08.

### Blackburn Rovers
Em 27 de janeiro de 2010, foi anunciado que Baştürk havia concordado em ingressar no Blackburn Rovers vindo de Stuttgart até o final da temporada por transferência gratuita, após o término de seu contrato com o Stuttgart. Baştürk estreou-se como titular pelo Blackburn na Premier League quando foi titular contra o Wolverhampton Wanderers, em 24 de abril de 2010, em Molineux, mas foi substituído no intervalo. Baştürk não recebeu uma oferta de extensão de contrato da Rovers. No ano seguinte, ele era um agente livre e finalmente anunciou sua aposentadoria em maio de 2011.

## Carreira internacional
Em 2002, Baştürk disputou a Copa do Mundo FIFA de 2002, onde a seleção turca ficou em terceiro lugar. Ele somou 49 internacionalizações e marcou dois gols pela Turquia. No entanto, depois de ter sido excluído da seleção turca de 23 jogadores para a Euro 2008, ele disse que nunca jogaria pela seleção nacional enquanto Fatih Terim permanecesse como técnico.

## Títulos

### Campanhas de destaque
Seleção Turca
- Copa do Mundo de 2002: 3º Lugar